# Elicottero utility
Elicottero utility è la denominazione internazionale per un elicottero multiruolo.

## Definizione NATO
Secondo la definizione ufficiale NATO, gli elicotteri si dividono in quattro categorie:
- elicotteri utility (o multiruolo)
- elicotteri da trasporto
- elicotteri da attacco
- elicotteri da ricognizione

Gli elicotteri utility sono elicotteri militari in grado di operare come elicotteri da trasporto truppe, ma anche in grado di ricoprire ruoli di supporto al comando e controllo, operazioni logistiche, evacuazione feriti e limitati compiti armati.
In base alla classificazione sui pesi,, un elicottero utility al di sotto delle cinque tonnellate viene definito elicottero utility leggero (in inglese light utility helicopter).

## Galleria d'immagini

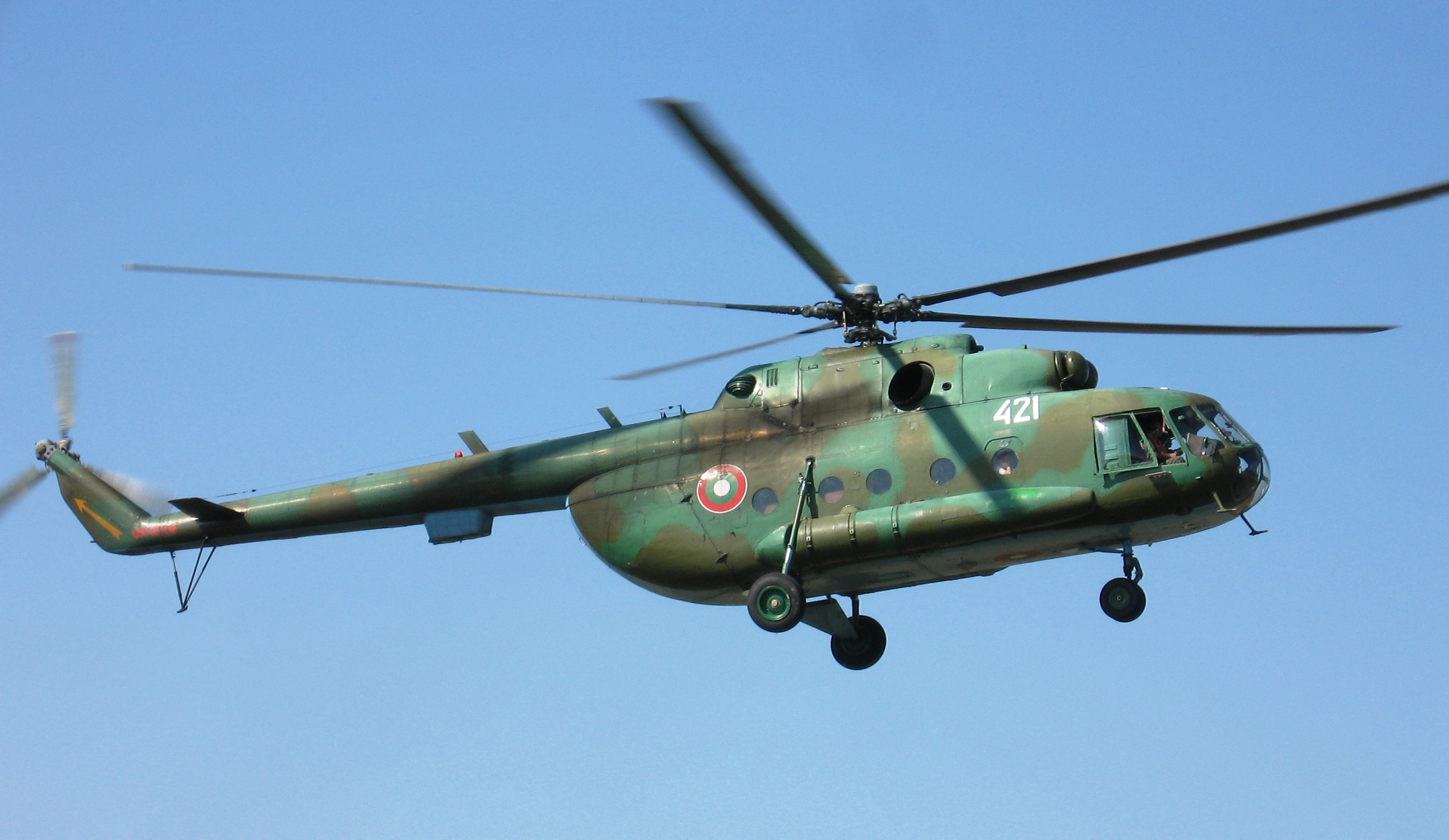
Mil Mi-17 bulgaro
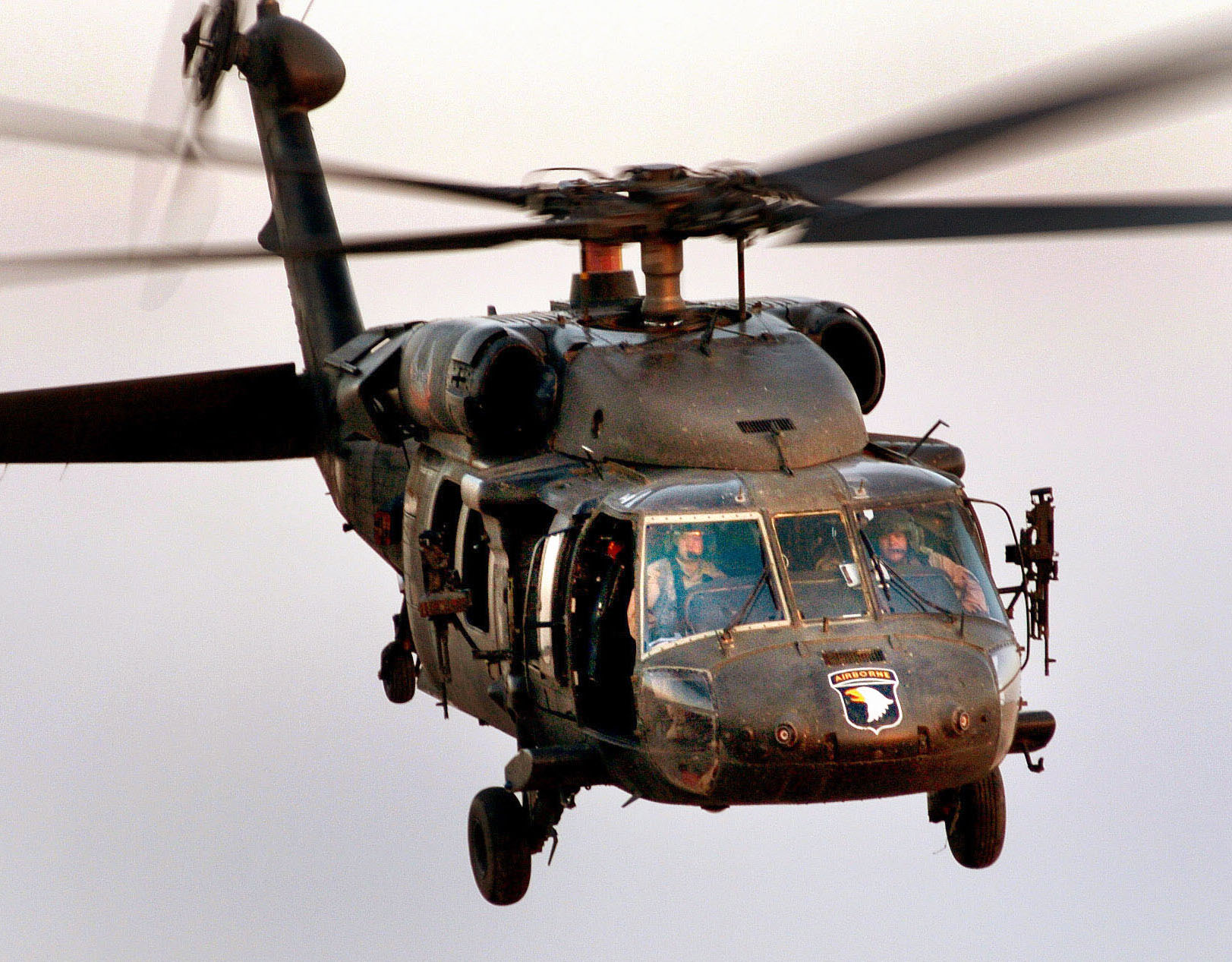
Un UH-60 Black Hawk dell'United States Army
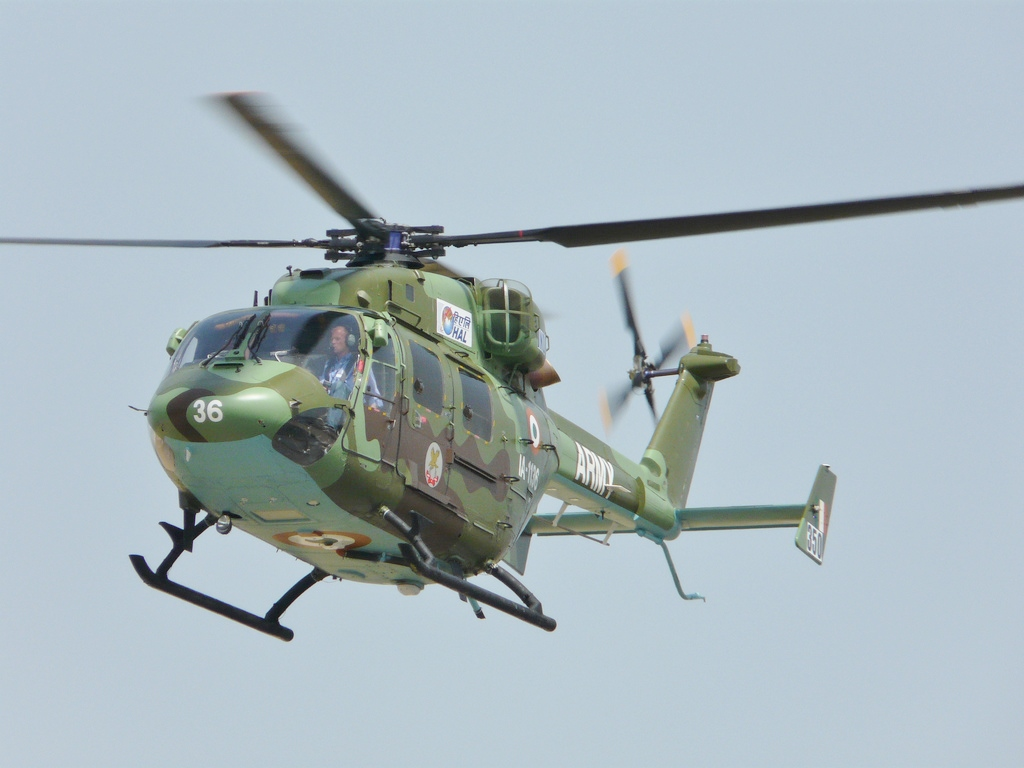
HAL Dhruv dell'Esercito Indiano
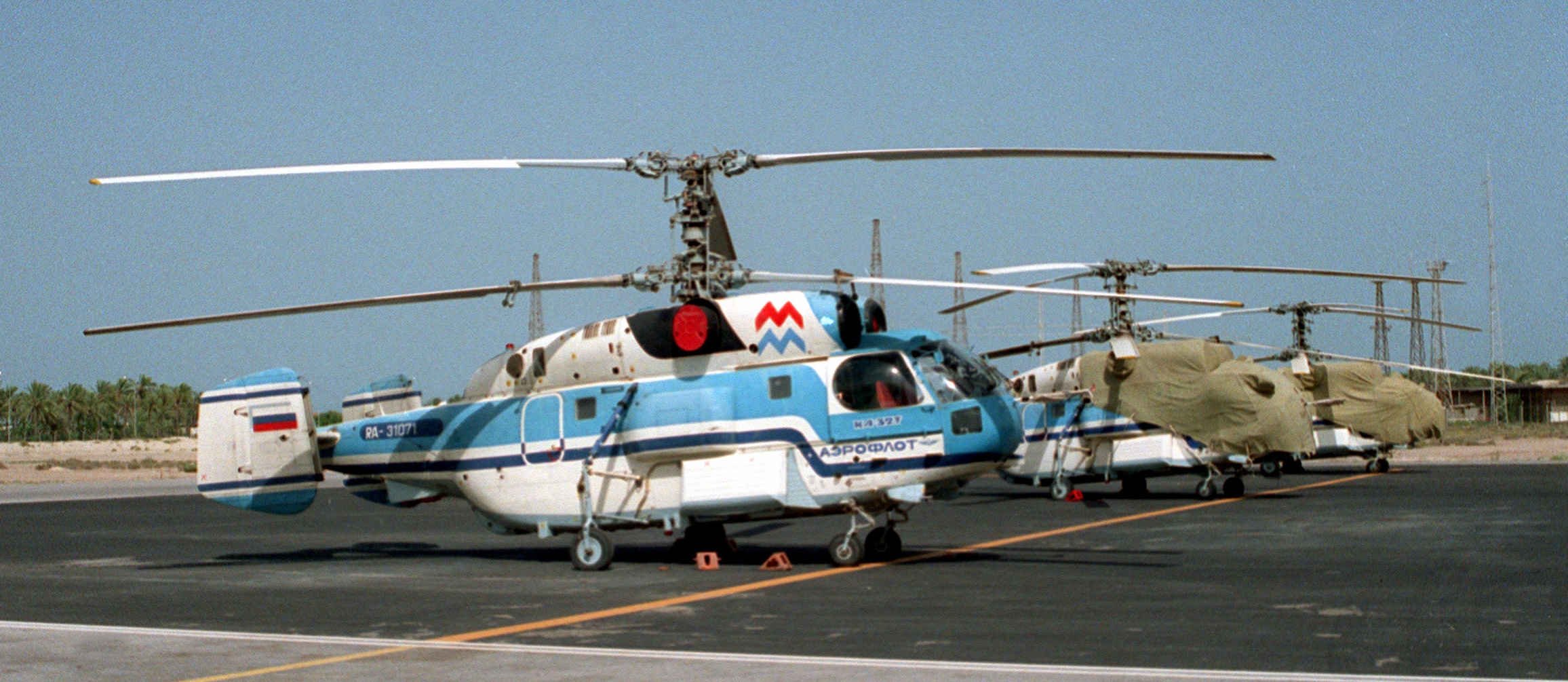
Kamov Ka-32 della Aeroflot
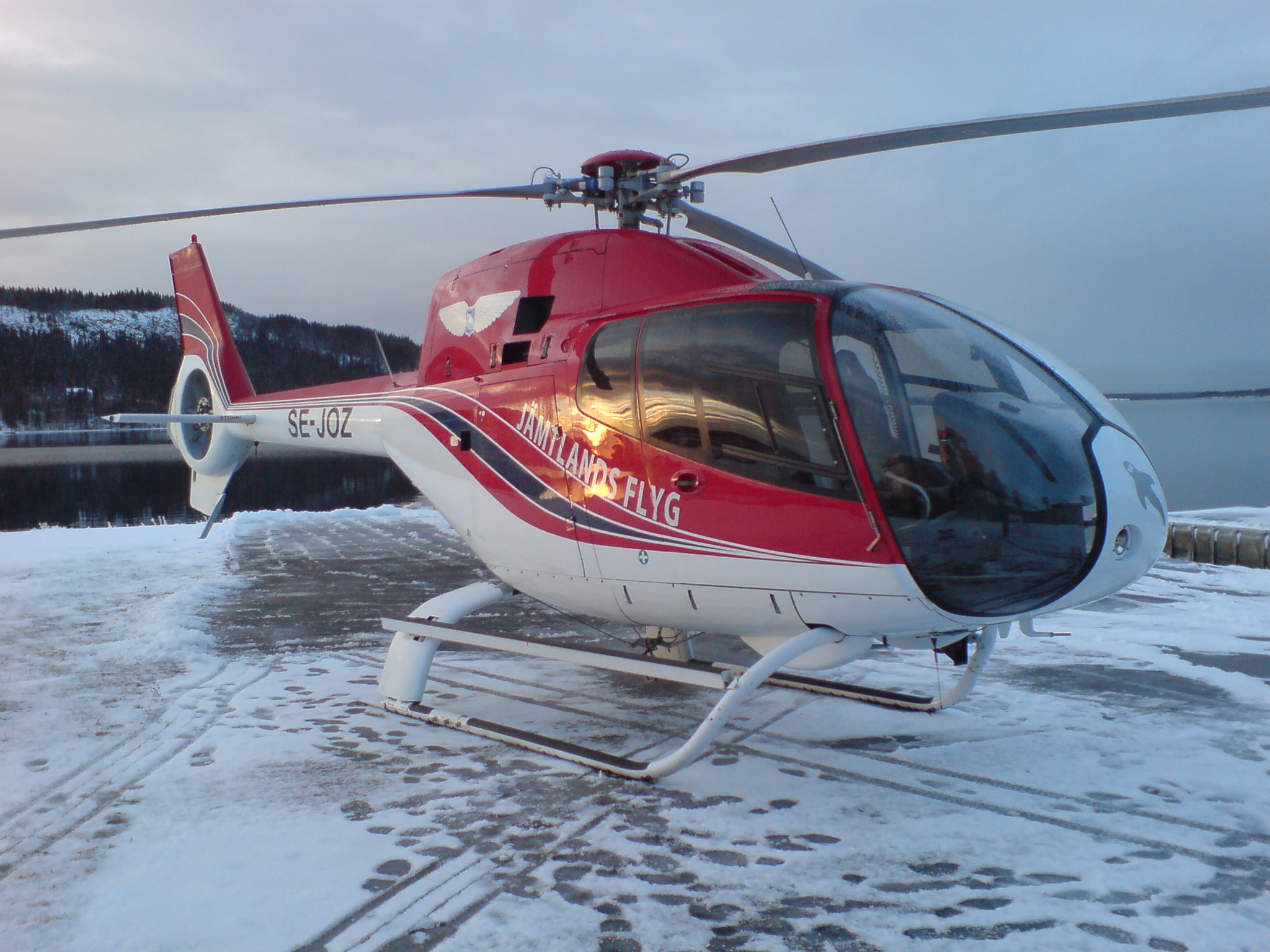
Eurocopter EC 120 Colibri di un operatore civile svedese
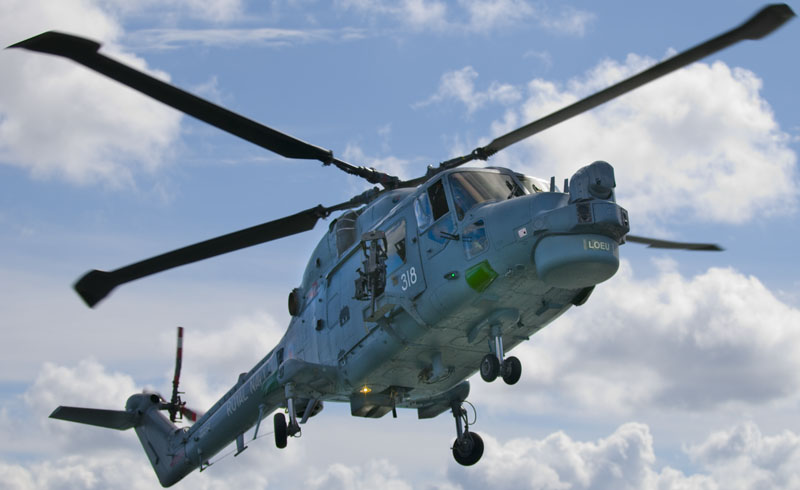
Westland Lynx della Royal Navy britannica
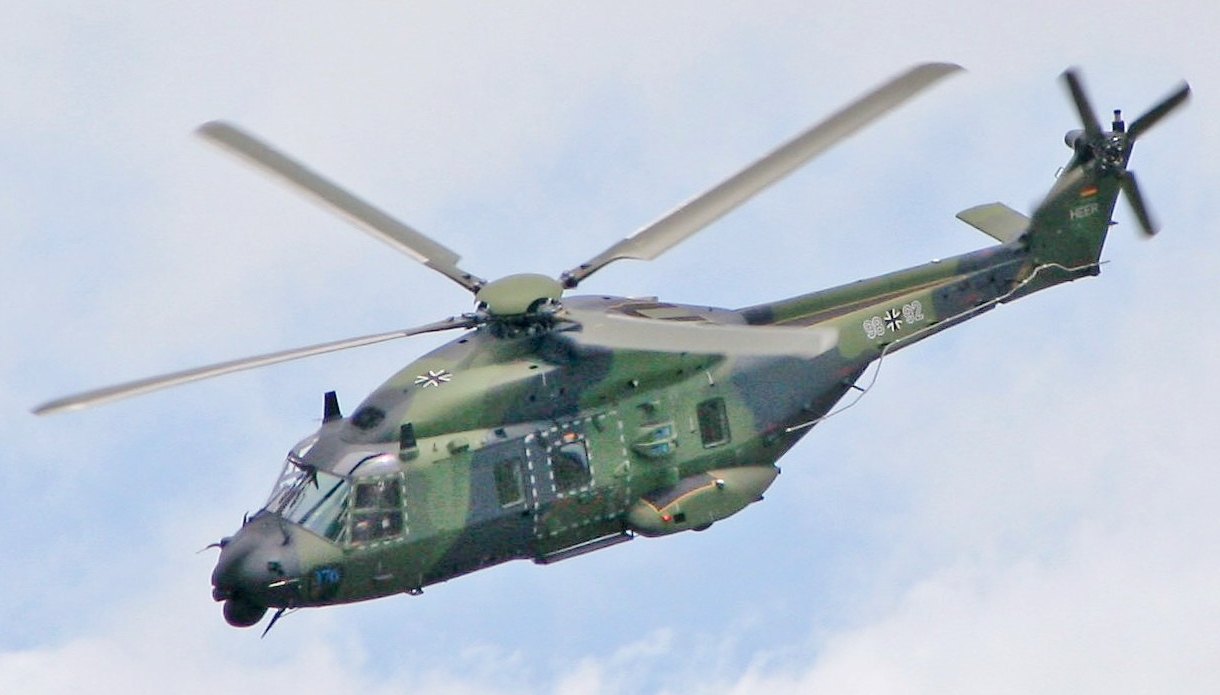
NHI NH90 dell'Esercito tedesco